# Leopold Cafe
Leopold Cafe er en stor og populær café og restaurant i Mumbai i Indien. Forretningen er grundlagt i 1871 som udsalgssted for bl.a. spiseolier, men fik sin nuværende form, da den åbnede som restaurant i 1987 og yderligere etablerede den anden pub i Mumbai i 1991. 
Leopold Cafe er bl.a. kendt fra australieren Gregory David Roberts' roman Shantaram fra 2003 (udgivet på dansk med samme titel af NB Books i 2007).
Leopold Cafe, der ligger i den sydlige del af Mumbai nær bl.a. luksushotellet Taj Mahal Palace & Tower og skråt over for Colaba Police Station, var et af de første mål for terroraktionen i Mumbai i november 2008. Restauranten blev hårdt ramt af to terroristers voldsomme beskydning af gæster og ansatte med automatvåben (AK-47) med mange dræbte, og med en dansker som tilfældigt vidne.
Cafeen blev genåbnet fire dage efter angrebet, men blev dog midlertidigt lukket af myndighederne som følge af den store tiltrækningseffekt, som hændelse havde resulteret i.

## References
1. ↑  Dansk vidne: Vi løb over døde – fra DR-nyheder Udland, 29. november 2008
2. ↑  Defiant Leopold café shows that Mumbai is not afraid fra Times online, 1. december 2008 (Webside ikke længere tilgængelig)

## Eksterne links
- Leopold Cafe – officiel website Arkiveret 4. december 2008 hos  Wayback Machine

18°54′51.12″N 72°49′26.76″Ø / 18.9142000°N 72.8241000°Ø